# Brezovica v Podbočju
Brezovica v Podbočju este o localitate din comuna Krško, Slovenia, cu o populație de 35 de locuitori.